# Байганінський район
Байгані́нський район (каз. Байғанин ауданы, рос. Байганинский район) — адміністративна одиниця у складі Актюбінської області Казахстану. Адміністративний центр — село Карауилкелди.

## Населення
Населення — 22622 особи (2021; 22248 у 2009, 24798 у 1999, 27331 у 1989).
Національний склад (станом на 2016 рік):
- казахи — 23072 особи (99,78 %)
- росіяни — 21 особа
- татари — 10 осіб
- узбеки — 7 осіб
- українці — 4 особи
- азербайджанці — 2 особи
- башкири — 1 особа
- чуваші — 1 особа
- німці — 1 особа
- молдовани — 1 особа
- інші — 3 особи

## Історія
Район утворено 1928 року. 2021 року до складу району було включене село Кенжали сусіднього Темірського району.

## Склад
До складу району входять 9 сільських округів:
| Поселення                          | Площа, км² | Населення, осіб (1989) | Населення, осіб (1999) | Населення, осіб (2009) | Населення, осіб (2021) | Центр        | Населені пункти |
| ---------------------------------- | ---------- | ---------------------- | ---------------------- | ---------------------- | ---------------------- | ------------ | --------------- |
| Ащинський сільський округ          | 2074,29    | 1953                   | 1857                   | 1539                   | 1330                   | Ногайти      | 1               |
| Жанажольський сільський округ      | 29856,07   | 2132                   | 1102                   | 723                    | 764                    | Оймауит      | 1               |
| Жаркамиський сільський округ       | 5065,74    | 3190                   | 2872                   | 2622                   | 2209                   | Жаркамис     | 3               |
| Карауилкелдинський сільський округ | 2671,22    | 8727                   | 9362                   | 8816                   | 11483                  | Карауилкелди | 4               |
| Кизилбулацький сільський округ     | 4354,15    | 2730                   | 2531                   | 2085                   | 1714                   | Кемерші      | 3               |
| Кольтабанський сільський округ     | 2676,06    | 3018                   | 2737                   | 2622                   | 2262                   | Жарли        | 3               |
| Копинський сільський округ         | 3751,98    | 2024                   | 1496                   | 1351                   | 1102                   | Єбейті       | 4               |
| Міялинський сільський округ        | 7527,24    | 1503                   | 1005                   | 891                    | 669                    | Міяли        | 2               |
| Саритогайський сільський округ     | 3062,94    | 2054                   | 1836                   | 1599                   | 1089                   | Алтай-батира | 3               |

## Найбільші населені пункти
Населені пункти з чисельністю населення понад 1000 осіб:
| № | Населений пункт | Населення, осіб (1989) | Населення, осіб (1999) | Населення, осіб (2009) | Населення, осіб (2021) |
| - | --------------- | ---------------------- | ---------------------- | ---------------------- | ---------------------- |
| 1 | Карауилкелди    | 7 512                  | 8 212                  | 7 186                  | 10 887                 |
| 2 | Жарли           | 1 871                  | 2 000                  | 1 998                  | 1 889                  |
| 3 | Жаркамис        | 1 764                  | 1 929                  | 1 852                  | 1 657                  |
| 4 | Ногайти         | 1 717                  | 1 857                  | 1 539                  | 1 330                  |